# Doña Mencía
Doña Mencía é um município da Espanha na província de Córdova, comunidade autónoma da Andaluzia. Tem 15,2 km² de área e em 2021 tinha 4 603 habitantes (densidade: 302,8 hab./km²).

## Demografia
| Variação demográfica do município entre 1991 e 2004 | Variação demográfica do município entre 1991 e 2004 | Variação demográfica do município entre 1991 e 2004 | Variação demográfica do município entre 1991 e 2004 |
| --------------------------------------------------- | --------------------------------------------------- | --------------------------------------------------- | --------------------------------------------------- |
| 1991                                                | 1996                                                | 2001                                                | 2004                                                |
| 5071                                                | 5007                                                | 4931                                                | 5002                                                |